# Loài không được đánh giá
Các loài không được đánh giá (NE) là một số loài sinh vật chưa được phân loại tình trạng bảo tồn bởi Liên minh Bảo tồn Thiên nhiên Quốc tế, và vì vậy được xếp thành một phân loại riêng trong Sách đỏ IUCN. Những loài không được phân loại và đồng thời cũng không có trong cơ sở dữ liệu IUCN cũng được coi là không được đánh giá.

## Mô tả
Bậc phân loại bảo tồn này thuộc một trong chín mức phân loại tình trạng bảo tồn trong Sách đỏ IUCN, đi từ tuyệt chủng (EX) đến ít quan tâm (LC). Các danh mục thiếu dữ liệu (DD) và không được đánh giá (NE) không ở trên dãy các bậc phân loại theo mức độ nguy cấp này vì các danh mục này dành riêng cho các loài chưa có đủ nghiên cứu để xếp loại.
Việc một loài được xếp vào danh mục "không được đánh giá" không có nghĩa là loài đó không có nguy cơ tuyệt chủng, mà có nghĩa là loài đó chưa được nghiên cứu về mức độ nguy cấp. IUCN khuyến cáo rằng các loài được xếp ở danh mục không được đánh giá "... không nên bị coi là một loài không nguy cấp. Các loài này nên ... được chú ý giống như các loài bị nguy cấp, ít nhất là cho đến khi có thể đánh giá được trạng thái bảo tồn của các loài này.":7:76
Đến năm 2015, IUCN đã đánh giá và xếp trạng thái bảo tồn cho hơn 76,000 loài sinh vật trên toàn thế giới. Trong số các loài này có 24,000 loài được xếp vào một trong số các danh mục bị đe dọa. Tuy vậy, danh mục "không được đánh giá" của IUCN là danh mục lớn nhất trong số chín danh mục hiện hành khi tính đến tổng số các loài sinh vật trên toàn cầu (ước tính từ 3 triệu lên đến 30 triệu).

## Ứng dụng khác
Quy trình đánh giá và xếp danh mục toàn cầu của IUCN đã được sử dụng làm cơ sở để đánh giá trạng thái bảo tồn của các loài sinh vật và tạo ra các bản "sách đỏ" tương tự ở các cấp quốc gia và địa phương.
Các tiêu chí đánh giá cũng được sử dụng để phân loại các mối đe dọa đối với các hệ sinh thái. Ở đầu quá trình đánh giá, mỗi hệ sinh thái đều được xếp vào danh mục "không được đánh giá" của IUCN.